# Puig de la Valona
El Puig de la Valona és una muntanya de 1.447 metres que es troba al municipi de Vallfogona de Ripollès, a la comarca catalana del Ripollès.